# Ceratuncus dzhungaricus
Ceratuncus dzhungaricus é uma espécie de insetos lepidópteros, mais especificamente de traças, pertencente à família Tineidae.
A autoridade científica da espécie é Zagulajev, tendo sido descrita no ano de 1971.
Trata-se de uma espécie presente no território português.